# Антуан Денер'я
Антуан Денер'я (фр. Antoine Dénériaz) — французький гірськолижник, що спеціалізувався в швидкісних дисциплінах, особливо в швидкісному спуску, олімпійський чемпіон. 
Золоту олімпійську медаль та звання олімпійського чемпіона Денер'я виборов на Туринській олімпіаді 2006 року у швидкісному спуску. 
У доробку Денер'я 3 перемоги і ще 3 подіуми на етапах кубка світу.

## Зовнішні посилання
- Досьє на sports-reference.com [Архівовано 29 січня 2010 у Wayback Machine.]

## Виноски
1. ↑  Alpine Skiing at the 2006 Turin Winter Games: Men's Downhill. Sports Reference. Архів оригіналу за 17 квітня 2020. Процитовано 2 квітня 2018.